# روزنامه اطلاعات روز
وحیدالله حیدری (زادهٔ ۱۳۷۷ هجری شمسی در قریهٔ کمک عمر خان، ولسوالی آقچه، ولایت جوزجان) محصل رشتهٔ حقوق و علوم سیاسی در پوهنتون جوزجان است. وی تحصیلات ابتدایی و متوسطه‌اش را در قریه محل تولدش به پایان رساند و پس از موفقیت در آزمون کانکور، در سال ۱۴۰۱ هجری شمسی به تحصیلات عالی راه یافت.

## زندگی‌نامه
وحیدالله حیدری فرزند اصل‌الدین و نواسۀ تاج‌الدین، در قریهٔ کمک عمر خان از مربوطات ولسوالی آقچه ولایت جوزجان به دنیا آمد. آموزش ابتدایی دینی را نزد قاری گلاب‌الدین در مسجد جامع قریه آغاز کرد. در سال ۱۳۸۹ شامل لیسه پسرانه کمک عمر خان شد و در سال ۱۴۰۰ با درجه عالی فارغ‌التحصیل گردید.
با سقوط نظام جمهوری، روند برگزاری کانکور برای یک سال متوقف شد. وی پس از برگزاری مجدد آزمون، موفق شد در رشتهٔ حقوق و علوم سیاسی (دیپارتمنت اداره و دیپلوماسی) پوهنتون جوزجان پذیرفته شود و در تاریخ ۱۵ حوت ۱۴۰۱ شامل این نهاد علمی گردید.

## تحصیلات
- آموزش ابتدایی دینی: مسجد جامع قریه کمک عمر خان
- دوره مکتب: لیسه پسرانه کمک عمر خان (۱۳۸۹–۱۴۰۰)
- تحصیلات عالی: پوهنتون جوزجان – رشته حقوق و علوم سیاسی (از ۱۴۰۱ تاکنون)

## بنیان‌گذاری
روزنامه اطلاعات روز در اواخر ماه جدی سال ۱۳۹۰ برای اولین بار در کابل منتشر شد. این روزنامه که به زبان فارسی منتشر می‌شود یکی از روزنامه‌های پر تیتراژ افغانستان هست که بدون حمایت از هیچ نهاد، ارگان، حزب و شخصیت با نفوذ و به صورت مستقل و با هزینه شخصی صاحب امتیاز روزنامه و همکاری معنوی دانشجویان ایجاد شد و هزینه‌های خود را از درج آگهی، اشتراک و فروش تأمین می‌کند. 

## مرکز روزنامه
مرکز روزنامه هم‌اکنون در خیابان ۸ (خیابان شورای ملی)، کارته ۳، کابل، افغانستان قرار دارد. 

## گزارش‌های مهم
- روزنامه اطلاعات روز در عقرب/آبان ۱۳۹۳ اولین گزارش تحقیقی خود را در مورد پرونده بدهکاران کابل بانک منتشر کرد.[۲]
- در سال ۱۳۹۶ گزارشی در خصوص «راهنمای قوم‌گرایانه» در ارگ منتشر کرد. این گزارش در خصوص فایلی است که ثواب‌الدین مخکش، کارمند اداره امور ریاست‌جمهوری در گروهی تلگرامی منتشر کرد. ذکی دریابی مدیر مسئول این روزنامه می‌گوید که این سند افشا می‌کند که «حلقه‌ای» در اداره امور «خلاف قوانین افغانستان» و با «دور زدن کمیسیون مستقل اصلاحات اداری» تلاش دارند این اداره کلیدی را در «انحصار خود» درآورند.[۲][۳]
- در سال ۱۳۹۹ گزارشی از حیف و میل «بودجه‌ی کد ۹۱ پالیسی – بودجه‌ی ملی سال ۱۳۹۸» منتشر کرد که با جنجال زیادی روبرو شد. در این گزارش نشان داده می‌شود که سیاسیون افغانستان از این بودجه برای مصارف شخصی خود استفاده می‌کنند.[۴]